# Harry Jansson
Harry Jansson född 4 oktober 1959 och uppväxt i Buskböle, Jomala på Åland, är en åländsk politiker. 
Harry Jansson är utbildad pol.mag. och avlade examen 1987 vid Åbo Akademi. Han har bland annat varit chefredaktör för Ålandstidningen och kommundirektör i Jomala kommun. Han blev invald i det Åländska parlamentet, lagtinget, år 2007 som representant för självständighetspartiet Ålands framtid. 2009 övergick han till Center-gruppen. Han blev partiledare för det åländska centerpartiet den 26 november 2010.